# Pineau des Charentes
 (novembre 2017).
Si vous disposez d'ouvrages ou d'articles de référence ou si vous connaissez des sites web de qualité traitant du thème abordé ici, merci de compléter l'article en donnant les références utiles à sa vérifiabilité et en les liant à la section « Notes et références ».
Pour les articles homonymes, voir Pineau.
Le pineau des Charentes est un « vin de liqueur produit dans une région déterminée » (VLQPRD) au niveau européen et un « vin de liqueur d'appellation d'origine contrôlée » (VLAOC) en France. Il est obtenu par mélange de moût de raisin et de cognac.
Ce vin de liqueur est produit dans une région qui s'étend sur une grande partie des deux Charentes, c'est-à-dire tout le département de la Charente sauf le nord et le nord-est, et toute la Charente-Maritime : sur les domaines viticoles des Borderies, de la Grande Champagne, de la Petite Champagne, des Fins Bois, des Bois Ordinaires, et enfin des Bons Bois.
Le pineau des Charentes est une AOC (appellation d'origine contrôlée). Sa zone de production s'étend sur 1 500 hectares sur la même aire géographique que le cognac. Le rendement maximal du pineau des Charentes par hectare de vigne nécessaire à son élaboration est de 45 hectolitres. Les deux éléments constituant le pineau des Charentes (cognac et moût) doivent provenir de la même exploitation, dans le respect des usages locaux.
75 % de la production du pineau des Charentes est consommée en France ; la Belgique en est le premier importateur, suivie du Canada.
Le pineau des Charentes est aux Charentes, ce que le ratafia de Champagne est à la Champagne, le pommeau à la Normandie, le macvin au Jura et le floc à la Gascogne.

## Historique
Selon la légende, le pineau des Charentes est le fruit du hasard et a été découvert par un vigneron charentais en 1589. L'homme versa par erreur une quantité de moût de raisin dans une barrique qui contenait une certaine quantité d'eau de vie de cognac. Lorsque la barrique fut ouverte quelques années plus tard, le pineau des Charentes était né. Ce n'est qu'en 1921 que le pineau des Charentes fut commercialisé par un viticulteur de Burie (Charente-Maritime), Émile Daud.[réf. nécessaire]
Le pineau étant une mistelle, il correspond à une des définitions de prémix (le mélange d'un distillat avec du jus de fruit), la réglementation américaine ne faisant pas d'exception pour les mistelles comme c'est le cas en France notamment ; afin d'échapper aux fortes taxes, le moût fut légèrement fermenté pour le marché américain : le mélange de deux alcools n'étant pas considéré comme un prémix. Cette pratique semble ne plus être d'actualité.[réf. nécessaire]
Le cahier des charges de l'appellation a été modifié en novembre 2011, en novembre 2024 et en juillet 2025.

## Les différents pineaux

Zone de production du cognac et du pineau.

Il existe désormais trois  types de pineaux : blanc, rosé et rouge. L'appellation « pineau rouge » n'existait pas, officiellement, dans la gamme des pineaux des Charentes. Elle était simplement acceptée comme synonyme populaire de pineau rosé. Elle peut paraître naturelle quand on considère la couleur souvent « rubis » du pineau rosé. Pourtant, même si elle était utilisée par les consommateurs et certains producteurs, le terme était utilisé abusivement aux yeux de la loi. C'est depuis l'année 2009 que l'appellation pineau rouge est autorisée et que le pineau rosé a été défini avec ses propres caractéristiques .
En outre, le pineau rouge est un autre nom vernaculaire du cépage pineau d'Aunis qui n'est pas utilisé pour l'élaboration du pineau des Charentes. Il est donc important de ne pas les confondre. D'autres méprises sont également fréquentes avec le cépage pinot, lors d'une conversation.

### Le pineau blanc
Le pineau blanc est élevé environ 18 mois dont 12 mois minimum en fût de chêne. Le produit fini doit avoir un degré d'alcool situé entre 16 et 22°. Il existe trois autres appellations qui se basent sur la durée de vieillissement. Le pineau blanc vieux pour un vieillissement de 7 ans minimum et le pineau blanc très vieux ou extra-vieux pour un vieillissement de plus de 12 ans.
Les cépages utilisés sont : ugni blanc, folle blanche, colombard, meslier Saint-François (appelé localement blanc ramé), jurançon blanc, montils, sémillon, sauvignon, merlot blanc, merlot noir, cabernet-sauvignon, cabernet franc.

### Le pineau rouge
Les caractéristiques du pineau rouge sont sensiblement les mêmes que celles du pineau blanc, si ce n'est que la durée minimum de vieillissement est de 12 mois, dont 8 mois en fût de chêne. Le pineau rouge est élaboré à partir de moût de raisins rouges. Les raisins rouges macèrent quelque temps pour que la peau du fruit produise une coloration rouge soutenue  au vin.
On utilise comme cépages : cabernet-sauvignon, cabernet franc, malbec, merlot noir. On retrouve les mêmes appellations vieux, très vieux.

### Le pineau rosé
Les caractéristiques du pineau rosé sont sensiblement les mêmes que celles du pineau rouge, si ce n'est que la durée minimum de vieillissement est de 8 mois, dont 6 mois en fût de chêne. Le pineau rosé est élaboré à partir de moût de raisins rouges. Les raisins rouges macèrent quelque temps pour que la peau du fruit produise une coloration rosé pâle à soutenue au vin.
On utilise comme cépages : cabernet-sauvignon, cabernet franc, malbec, merlot noir. On retrouve les mêmes appellations vieux, très vieux.

## Utilisation du pineau
Le pineau se déguste à l'apéritif, il est conseillé de le servir très frais et sans glace. La température optimale de dégustation est de 6 °C.
On peut aussi le servir, en entrée, dans un demi-melon ; avec du foie gras ; par ailleurs, il est aussi utilisé comme ingrédient dans l'élaboration de nombreuses recettes de cuisine. Il accompagne également tous les fromages persillés (bleu d'Auvergne, roquefort...).